# XTQZZZ
 (mai 2025).
 (mai 2025).
Rémy « XTQZZZ » Quoniam (prononcé /ɛk.staz/ ou « extase »), né le 23 décembre 1988 à Lille, est un ancien joueur français de jeux vidéo et actuellement coach professionnel de Counter-Strike.
Marié et père de 2 enfants, il est actuellement head coach de l'équipe E-Sport Team Vitality sur Counter-Strike 2.

## Biographie
Rémy Quoniam, né le 23 décembre 1988 dans le pays lillois. Il s’est impliqué dans l''Esport bien avant d’acquérir sa notoriété en tant qu’entraîneur de Counter-Strike. Originaire de France, il s’intéresse rapidement au jeu compétitif. Il prend comme pseudonyme « XTQZZZ », dérivé de « extase » ou « extasy » en anglais.

### Début de carrière et casting
Initialement joueur amateur puis semi-professionnel, il a évolué sur des versions antérieures de la franchise, notamment Counter-Strike: Source (CSS), avant de se concentrer sur Counter-Strike Global Offensive (CS:GO). À une époque où la scène Esportive n’est pas encore pleinement professionnelle, il évolue notamment au sein de Team eXtensive! sur Source. Il débute ensuite sa carrière sur Global Offensive en 2013 avec l’équipe Mistral.e2g, avant de connaître de brefs passages chez US Créteil et Katrina FR.[réf. nécessaire].
Il affirme ne pas adopter une démarche carriériste et exprime, dès ses débuts, la volonté de contribuer au développement de la scène Esport tout en laissant un héritage durable. Bien qu’il n’ait pas atteint les plus hauts niveaux en tant que joueur, cette expérience lui a permis de maîtriser les subtilités du jeu et de ses mécanismes. Attiré par d’autres challenges, il accepte une première expérience de coach chez Remake Esport fin 2014 puis webSPELL Gaming début 2015. Il est l’un des premiers à avoir cette fonction. Pour XTQZZZ, le développement du coaching repose sur la centralisation des décisions afin de préserver une vision collective, car accorder trop de pouvoir aux joueurs peut conduire à des choix individuels qui compromettent l'intérêt de l'équipe et maintiennent un fonctionnement amateur.
En mars 2015, il prend la direction des équipes masculine et féminine du melty eSport Club. À la suite du départ de Paul « META » Moussajee en tant que joueur, XTQZZZ reprend temporairement la compétition en mai 2015, assumant un rôle hybride de joueur, entraîneur et capitaine au sein de l'équipe,.
Ne se projetant pas dans une carrière de joueur professionnel à l’âge de 27 ans (un âge souvent considéré à l’époque comme dépassant le pic d’un joueur, généralement situé autour de 24 ans), il quitte melty eSport en août 2015. Il accepte alors une proposition de l’ESL France pour devenir commentateur (« caster ») l’organisation voyant en son expérience un atout pour ce rôle. XTQZZZ s’impose rapidement comme une figure majeure du casting en France et occupe cette fonction pendant deux ans, jusqu’à ce que l’ESL décide de le remplacer en novembre 2018.

### L’ère Vitality
Plusieurs éléments en sa faveur lui permettent de rebondir rapidement. La création d’une équipe CSGO par Vitality le 8 octobre 2018 puis rapidement la mise à l'écart de leur coach Philippe « faculty » Rodier permet à XTQZZZ de prendre sa place avec son duo chez ESL, Alexandre « Zuper » Gillet, en tant que manager de l’équipe. L'annonce officielle est faite le 8 décembre. C’est le début de la réelle carrière de coach professionnel pour Rémy. Il hérite d’une équipe composée entre autres de Dan «apEX» Madesclaire et du jeune prodige Mathieu «ZywOo» Herbaut.
À la fin de l'année, XTQZZZ remplace le capitaine Vincent « Happy » Cervoni Schopenhauer par Alex « ALEX » McMeekin, un choix stratégique pour optimiser l'équipe. Ce transfert illustre la volonté d’XTQZZZ de privilégier l’humain et l’harmonie au sein de l’équipe, en intégrant un leader dont les valeurs et le style de jeu sont davantage en adéquation avec sa vision. Cette décision vise à instaurer un climat serein au sein d’un groupe composé de joueurs expérimentés, aux personnalités parfois difficiles à concilier. Par la suite, il remporte avec Vitality un premier tournoi en février 2019 durant le WePlay! Lock and Load,,, un tournoi B-Tiers (l’équivalent d’un ATP 250 au tennis). 11e équipe mondiale avec Vitality, XTQZZZ remporte un premier trophée majeur en mai lors du cs_summit 4.  Après le remplacement de NBK et l’arrivée de Matthieu Péché à la place de Alexandre « Zuper » Gillet fin 2019, la nouvelle équipe gagne son premier trophées S-Tiers lors de l’EPICENTER 2019. C’est à ce moment que Rémy « XTQZZZ » Quoniam, coach de Vitality top 2 mondial (selon le classement HLTV), intègre le cercle des grands noms de la scène internationale.
L'arrivée en 2020 de Mathieu « MaT » Leber, ancien champion du monde de CSGO, en tant que coach adjoint, le retrait d’Alex « ALEX » McMeekin et la gestion de son nouveau capitaine apEX et la pandémie de COVID19, qui annule l’ensemble des LAN et passe la majorité des tournois en online, apportent des changements dans la carrière du coach. En août 2019, XTQZZZ amène son équipe à la première place du classement mondial pour la première fois. Avec une idée de Fabien « Neo » Devide cofondateur et président de Vitality, Rémy met en place une équipe de six joueurs avec un système de rotation. Il continue aussi d’amener sa patte à l’équipe avec l’intégration de jeune rookie comme Kévin « misutaaa » Rabier ou Nabil « Nivera » Benrlitom.
En 2021, la pause forcée du capitaine apEX, le départ de RPK et son remplacement par Kyojin, la décision de Valve (l’éditeur du jeu) d’interdire la rotation à six joueurs, l'échec de Vitality dès les quarts de finals du PGL Major Stockholm 2021 face à NAVI, alors que la direction de Vitality affiche l’ambition de remporter un Major, l’équipe semble atteindre un plafond de verre sous la direction d’XTQZZZ. Cette situation conduit l'organisation à ne pas reconduire Rémy Quoniam pour la saison suivante. Par ailleurs, des discussions internes visant à faire évoluer l'équipe d'une composition francophone vers un effectif international suscitent des réserves chez l'entraîneur, qui, à cette période, ne se sent pas prêt à encadrer une formation anglophone. L’année se termine avec une victoire à l’Intel Extreme Masters Winter 2021,.
L'équipe devenue internationale, Rémy « XTQZZZ » Quoniam est remplacé par Danny « zonic » Sørensen au poste de coach principal.

### G2, remise en question, Major de Paris et TSM
En janvier 2022, il signe chez G2 Esports, une équipe internationale. Pour cela, il prend des cours d’anglais jusqu’à 4h par jour.  Après un bon début et une finale perdu à l’IEM Katowice, l'absence de victoires lors de tournois majeurs et des divergences[Lesquelles ?]  avec la direction de G2, XTQZZZ quitte son poste en octobre, après 10 mois dans la structure,.
Après une pause, il conseille à partir de janvier 2023 Team Vitality. Ce sera aussi le cas pour le Major de Paris 2023 remporté par l'équipe. Il fut l’un des commentateurs de ce major.
Avec l’arrivé de Counter-Strike 2 lors de l’été 2023, XTQZZZ devient coach pour la structure des nord-américains de TSM, anciennement Team SoloMid, sur le jeu.
Un mois après son arrivée, XTQZZZ quitte TSM pour répondre à un appel de Vitality. Après l’accord donné par ses joueurs de chez TSM, Rémy « XTQZZZ » Quoniam arrive de nouveau chez les abeilles, à la place de Danny « zonic » Sørensen parti chez Team Falcons, qui l’avait remplacé deux ans auparavant.

### Retour chez Vitality et CS2
Le 13 octobre XTQZZZ retrouve officiellement l’équipe de la ruche, numéro 1 mondial après sa victoire au Major de Paris 2023. Il signe pour 3 ans. Toujours en présence d’apEX et ZywOo, le reste de l’équipe est quant à elle différente. Avec les deux Israeliens Lotan « Spinx » Giladi et Shahar  « flameZ » Shushan ainsi que l’arrivée en novembre de l’anglais William « mezii » Merriman, Rémy évolue en anglais, comme il l’a fait avec G2.
XTQZZZ et son équipe remportent successivement les BLAST Premier: Fall Final 2023 puis les BLAST Premier: World Final 2023.
XTQZZZ remporte le trophée le plus important de sa carrière en août 2024 avec une victoire contre NAVI lors de l’IEM Cologne au cœur de la Lanxess Arena, « Cathédrale de Counter-Strike ».
Après une année 2024 en dents de scie, avec seulement une victoire malgré les nombreux playoffs, Vitality remportent début 2025, l'IEM Katowice 2025, dans le Hall of Heroes. Il remporte consécutivement avec son équipe composée de l'Estonien ropZ, arrivé en janvier, l'ESL Pro League Season 21 puis le BLAST Open Lisbon 2025,, cumulant 16 victoires consécutives,. En mai, après une victoire lors de l'IEM Melbourne 2025, Vitality remporte l'Intel Grand Slam Seasons 5, distinction pour avoir remporté 4 des 10 tournois ESL (IEM Cologne/Katowice/Melbourne & EPL S21). En juin, il remporte avec Vitality son premier major en tant que coach lors du BLAST.tv Austin Major 2025,.

## Palmarès
2019
- 🏆 EPICENTER 2019 (S-Tiers)
- ESEA Season 31: Premier Division – Europe (B-Tiers)
- 🏆 Esports Championship Series Season 7 – Finals (S-Tiers)
- 🏆 cs_summit 4 (A-Tiers)
- Charleroi Esports 2019 (A-Tiers)
- WePlay! Lock and Load (B-Tiers)

2020
- 🏆 BLAST Premier: Fall 2020 (S-Tiers)
- 🏆 Intel Extreme Masters XV - Beijing Online: Europe (S-Tiers)
- BLAST Premier: Spring 2020 European Showdown (A-Tiers)

2021
- 🏆 Intel Extreme Masters XVI – Winter (S-Tiers)

2023
- 🏆 BLAST Premier: World Final 2023 (S-Tiers)
- 🏆 BLAST Premier: Fall Final 2023 (S-Tiers)

Nota : S'il a aidé Vitality lors de la préparation à leur victoire au Major Blast de Paris 2023, il ne faisait pas officiellement partie de l’équipe et n’est donc pas considéré comme l’ayant gagné.
2024
- 🏆 Intel Extreme Masters Cologne 2024 (S-Tiers)[26]

2025
- 🏆 Intel Extreme Masters Katowice 2025 (S-Tiers)[28]
- 🏆 ESL Pro League Season 21 (S-Tiers)[29]
- 🏆BLAST Open Lisbon 2025 (S-Tiers)[30]
- 🏆 IEM Melbourne 2025 (S-Tiers)[38]
- Intel Grand Slam Seasons 5 (S-Tiers)[38]
- 🏆 BLAST Rivals Spring 2025[39],[40]
- 🏆 IEM Dallas 2025 (S-Tiers)[41]
- 🏆 BLAST.tv Austin Major 2025 (S-Tiers)[35],[36]